# Разгром немецких войск под Москвой
«Разгро́м неме́цких войск под Москво́й» — советский документальный фильм о Битве за Москву в Великой Отечественной войне производства Центральной студии кинохроники. Создан в октябре 1941 — январе 1942 года. Первый советский фильм, получивший премию Американской киноакадемии «Оскар» в категории «Лучший документальный фильм» в 1943 году (вместе с тремя другими фильмами).

## Хронология
Октябрь 1941 года. Жители Москвы строят баррикады, оборонительные сооружения на улицах и подступах к городу. Запись и обмундирование добровольцев. Женщины трудятся на оборонном заводе. Выступление Сталина (синхронно). Пехота, танки, кавалерия, лыжники и моторизованная пехота на улицах города. Боевые действия разных родов и движение соединений Красной Армии в Московской области. Генералы П. А. Белов, И. В. Болдин, Л. А. Говоров, А. Н. Кузнецов, Ф. И. Голиков, И. С. Конев, В. А. Юшкевич, Г. К. Жуков, К. К. Рокоссовский на командных пунктах. Бои за Истру, Тулу, Рогачёво, Яхрому, Можайск, Епифань, Калинин, Волоколамск, Михайлов и другие населённые пункты области. Действия вооружённых сил Германии. Разрушенные и сожжённые дома, убитые красноармейцы, мирные жители и осиротевшие дети. Сильно повреждённые Новоиерусалимский монастырь, дом-музей П. И. Чайковского в Клину, музей-усадьба «Ясная поляна»; митинг у виселицы в Волоколамске. Возвращение жителей в освобождённые места. Немецкие военнопленные, трофейная техника. Вручение 1-му гвардейскому кавалерийский корпусу генерала П. А. Белова гвардейского знамени. Награждение красноармейцев и лётчиков.

## История создания

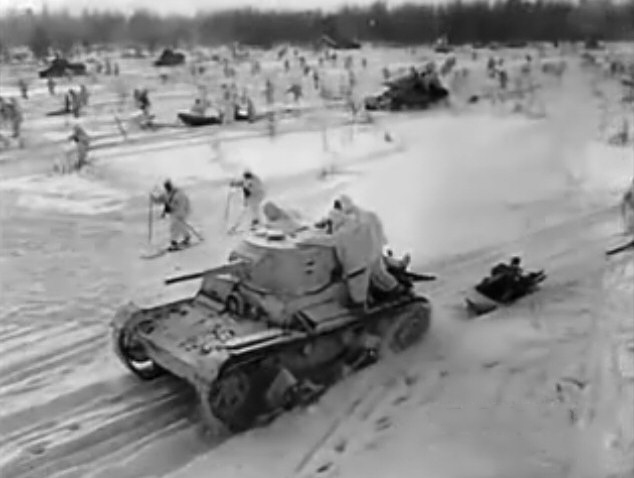
Кадр из фильма

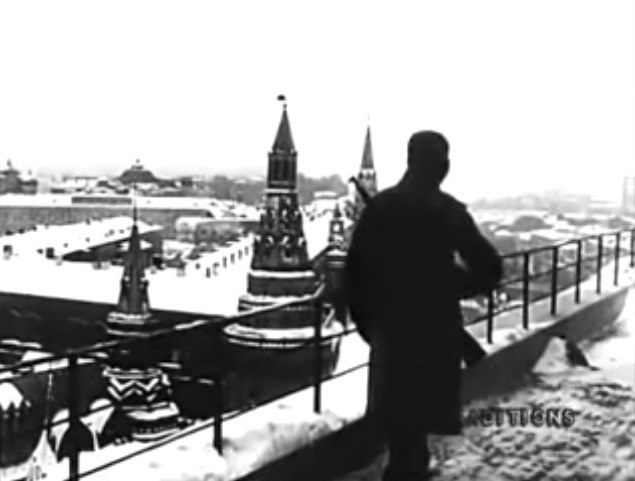
Кадр из фильма

В конце ноября 1941 года Иосиф Сталин вызвал председателя Комитета по делам кинематографии при СНК СССР Ивана Большакова и сообщил ему: «Мы собираемся нанести немцам удар огромной силы. Думаю, что они его не выдержат и покатятся назад… Надо всё это заснять на плёнку и сделать хороший фильм». Сталин потребовал докладывать ему о подготовке и ходе съёмок. Этому фильму он придавал большое значение. Были определены два режиссёра: Леонид Варламов и Илья Копалин.
Кинооператор Роман Кармен в своих воспоминаниях «Но пасаран!» писал:

Киногруппа Западного фронта вместе с операторами Центральной студии, снимавшими в Москве, насчитывала не более тридцати человек. Нетрудно представить, какая нагрузка падала на каждого, снимавшего в те дни. Кинорепортеры были закреплены за армиями, но вместе с тем каждый был в ответе за широкий участок фронта, оператор должен был, в зависимости от хода событий, принимать самостоятельные решения, действовать маневренно, не ожидая приказа. Люди работали с предельным напряжением. Особенно воодушевились, узнав о том, что решено создать фильм «Разгром немецких войск под Москвой» — первый военный полнометражный документальный фильм.(…) А в Лиховом переулке, куда непрекращающимся потоком шёл материал, работал, не зная отдыха, весь коллектив студии — лаборанты, монтажницы, ассистенты, редакторы, огромный отряд документалистов, возглавляемый режиссёрами Ильей Копалиным, Леонидом Варламовым и Романом Григорьевым.
Перед каждым фронтовым кинооператором была поставлена конкретная задача. Кармен и Георгий Бобров входили вместе с советскими частями в город Волоколамск и запечатлели страшные картины нацистского варварства — виселицу на площади и восемь повешенных комсомольцев. Борис Небылицкий заснял уничтожение 2-й немецкой танковой армии в Тульской операции. Он же зафиксировал бой за Калинин и вступление передовых частей Красной Армии в город. Операторы Иван Беляков и Михаил Шнейдеров с самолётов снимали бегство немцев из Клина. Павел Касаткин и Теодор Бунимович участвовали в боевых вылетах гвардейцев, громящих отступающего врага. Бои за города Епифань и Михайлов, а также разорение Ясной Поляны были засняты Василием Соловьёвым и Семёном Шером. Во взятии города Малоярославца участвовали Владимир Ешурин и погибший в бою заместитель начальника фронтовой киногруппы Павел Павлов-Росляков (оба в титрах не указаны).
В фильме были также использованы материалы из киножурнала «На защиту родной Москвы» о контрнаступлении Красной Армии.
Режиссёр фильма Илья Копалин в книге «Рассказ о творческом пути» вспоминал:

Подвальный этаж студии превратился в своеобразную квартиру, где мы жили, как в казарме. Ночами мы обсуждали с операторами задание на следующий день, а утром машины увозили операторов на фронт, чтобы вечером вернуться с отснятым материалом. Съёмки были очень тяжёлые. Тридцатиградусные морозы. Замерзал и забивался снегом механизм киноаппарата, окоченевшие руки отказывались действовать. Были случаи, когда в машине, вернувшейся с фронта, лежало тело погибшего товарища и разбитая аппаратура. Но сознание того, что враг откатывается от Москвы, что рушится миф о непобедимости фашистских армий, придавало силы.
Мы понимали, что фильм должен быть создан в кратчайший срок, что народ должен как можно быстрее увидеть на экране плоды первых побед своей армии. И сразу же из лаборатории материал шёл на монтажный стол. Монтировали и днём и ночью, в холодных монтажных комнатах, не уходя в убежище даже при воздушных тревогах… В конце декабря 1941 года монтаж картины был закончен. В огромном холодном павильоне студии началось озвучивание. Наступила самая ответственная волнующая запись: «Пятая симфония» Чайковского. Светлая русская мелодия, гневный протест, рыдающие аккорды. А на экране сожжённые города, виселицы, трупы, и на всём пути отступления фашистов следы насилия и варварства. Мы слушали музыку, смотрели на экран и плакали. Плакали оркестранты, с трудом игравшие замёрзшими руками.
Сталин смотрел материал на разных стадиях работы над фильмом и вносил поправки. По его настоянию «излишне агитационный, крикливый» дикторский текст был сокращён, стал более сдержанным, пояснительным. После внесения различных поправок Сталин вместе с членами ГКО ещё раз посмотрел фильм и одобрил его. К 24-й годовщине Красной Армии было отпечатано 800 кинокопий — максимальный по тем временам тираж. 18 февраля 1942 года фильм вышел на экраны СССР. Газета «Правда» от 20 февраля 1942 года писала:

18 февраля на экранах страны началась демонстрация фильма «Разгром немецких войск под Москвой». В первый день его смотрели 83 700 рабочих, служащих, бойцов, командиров и политработников Красной Армии. Зрители восторженно встретили фильм. В кинотеатрах «Художественный», «Форум» и других перед началом сеансов выступали участники незабываемых боёв под Москвой. В театре «Ударник» режиссёр-орденоносец А. Варламов и операторы, снимавшие картину, рассказали о том, как она создавалась. В первом кинотеатре со зрителями встретились режиссёр — лауреат Сталинской премии И. Копалин, операторы Т. Бобров, А. Лебедев и И. Беляков.

## Съёмочная группа
Режиссёры:
- Леонид Варламов
- Илья Копалин

Операторы:
- Иван Беляков
- Георгий Бобров
- Теодор Бунимович
- Павел Касаткин
- Роман Кармен
- Анатолий Крылов
- Алексей Лебедев
- Борис Макасеев
- Борис Небылицкий
- Василий Соловьёв
- Михаил Шнейдеров
- Виктор Штатланд
- Семён Шер
- Александр Щекутьев
- Александр Эльберт
- Мария Сухова
- Алексей Сёмин (в титрах не указан)
- Владимир Ешурин (в титрах не указан)[10]

Другие участники съёмочной группы:
- Звукооператор — Игорь Гунгер
- Музыкальное оформление — В. Смирнов
- Автор текста — Пётр Павленко
- Диктор за кадром — Н. Дубравин
- Музыка песни — Борис Мокроусов
- Слова песни — Алексей Сурков
- Директор группы — Г. Азов

## Прокат в США
На фоне создания антигитлеровской коалиции было решено задействовать «Разгром немецких войск под Москвой» в союзных странах. В США фильм впервые показали 15 августа 1942 года в нью-йоркском кинотеатре «Глоб».
1 октября 1942 года состоялась премьера американской версии фильма под названием «Москва наносит ответный удар» («Moscow strikes back»). При этом оригинал был адаптирован для американского зрителя.
Над сценарием американской версии работали голливудский сценарист Альберт Мальц (в титрах он значится автором англоязычного комментария) и журналист Эллиот Пол. Опытный монтажёр Славко Воркапич, сохранив стиль советского оригинала, привёл его монтажную структуру в соответствие с принципами американского повествовательного кино. Текст за кадром читал актёр Эдвард Г. Робинсон, ставший звездой довоенного американского кино. К аранжировке музыкального оформления был привлечён Дмитрий Тёмкин, выпускник Петербургской консерватории, который в начале 20-х годов эмигрировал в Европу, а затем в США.
Эта группа была подобрана компанией «Арткино пикчерс», которая заменила советско-американскую фирму «Амкино» в качестве прокатчика советских фильмов в США. «Москва наносит ответный удар» — это единственный фильм, где «Арткино» была продюсером. Право на прокат получила независимая компания «Рипаблик пикчерз».
Фильм «Москва наносит ответный удар» был призван познакомить американского зрителя с новым союзником и продемонстрировать советскую боевую мощь, которая впервые проявилась в битве за Москву. Эта реклама должна была убедить американских налогоплательщиков в обоснованности оказания СССР помощи в рамках закона о лендлизе.

## Награды и премии

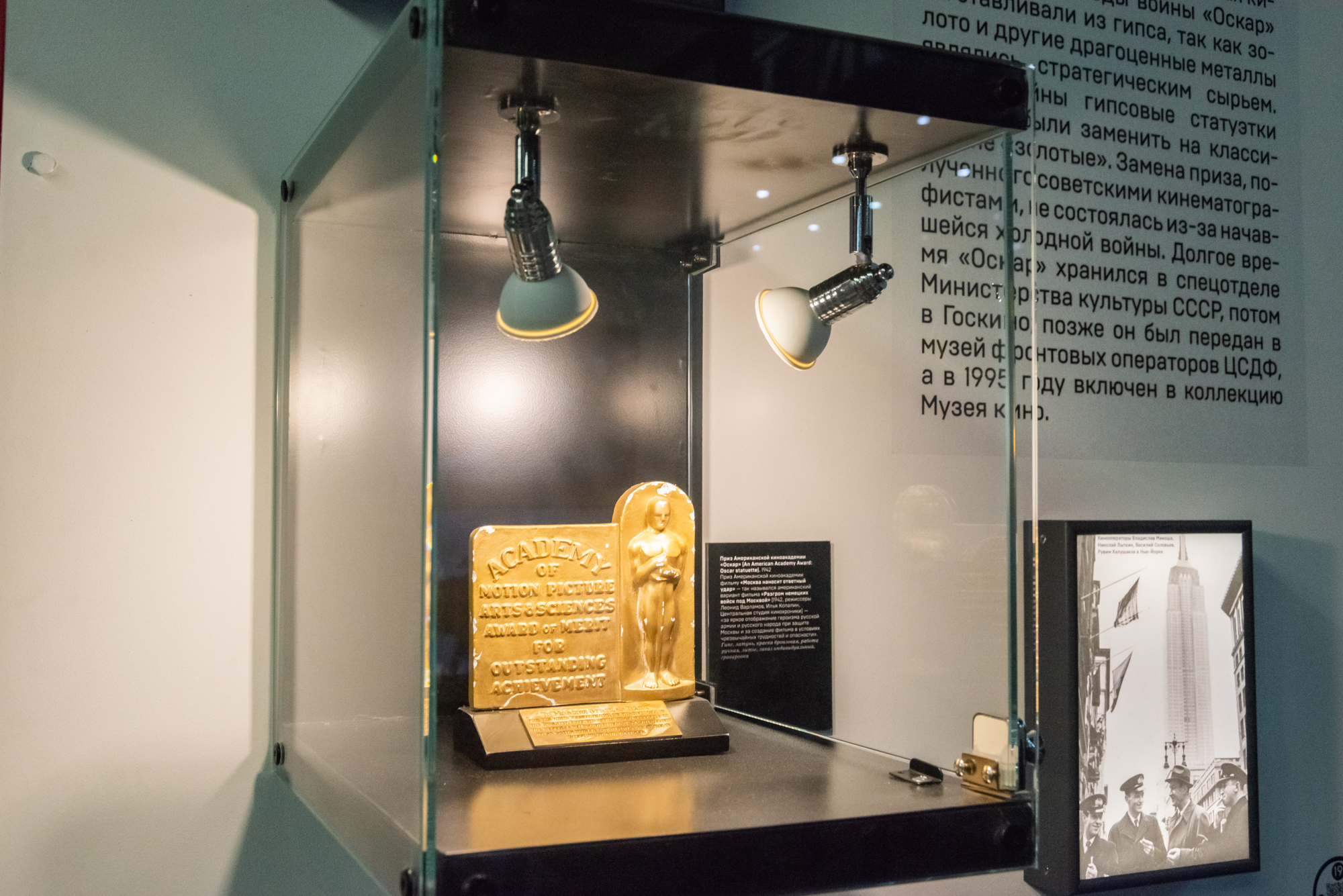
Статуэтка «Оскар» в Музее кино

Фильм получил Сталинскую премию первой степени в области литературы и искусства за 1941 год. Согласно Постановлению Совета Народных Комиссаров СССР «О присуждении Сталинских премий в области искусства и литературы за 1941 год» премия первой степени в размере 100 000 рублей присуждена: режиссёрам Леониду Варламову, Илье Копалину, операторам Георгию Боброву, Теодору Бунимовичу, Павлу Касаткину, Анатолию Крылову, Алексею Лебедеву, Михаилу Шнейдерову, Александру Эльберту. Так как фильм был закончен в 1942 году, с формальной точки зрения он должен был награждаться только на следующий год, но было сделано исключение.
В 1942 году получил премию Национального совета кинокритиков США за лучший документальный фильм, а в марте 1943 года на 15-й церемонии вручения наград премии Американской академии первый для СССР «Оскар» в новой номинации «Лучший документальный фильм» (вместе с тремя другими фильмами: «Битва за Мидуэй», «Линия фронта — Кокода», «Прелюдия к войне»).
Режиссёры фильма на церемонии не присутствовали, премия была передана представителю советской дипмиссии в США Леониду Антонову. Через несколько месяцев советский консул в Лос-Анджелесе Михаил Мукасей передал статуэтку Владиславу Микоше, который и привёз её в Москву. Этот «Оскар», выполненный из гипса и покрашенный золотой краской, хранится в московском Музее кино.

## Критика и оценки
После выхода фильма на экран в газете «Правда» писали, что картина взволнованна и волнующа, она смотрится зрителями с трепетным интересом, производя неизгладимое впечатление. По мнению историка кино Жоржа Садуля, картина, оперативно созданная в тяжёлых условиях военного времени, представляет собой не только историческое свидетельство чрезвычайной важности, но является также и «произведением искусства, показывавшим весь гнев и всё мужество борющегося советского народа». Как указывал историк кино Джей Лейда, эта постановка является первым из ряда «фильмов о победах над гитлеровцами, показал нам лучшие образцы работы советских операторов и режиссёров (И. Копалин, Л. Варламов). Он вдохнул новую струю бодрости в сердца кинозрителей союзных стран».
По наблюдению российского искусствоведа Людмилы Джулай, с чисто кинематографической точки зрения какие-либо чисто формальные эксперименты и изыски в картине отсутствуют, так как это было продиктовано спецификой документального материала, который охватывал широкую панораму войны: «Важно было содержание эпизодов, кадров, комментариев — информативная конкретика». Стилистика фильма всецело предопределялась идеей защиты столицы СССР, Отечества, советского народа. По её мнению, именно эта стилистическая простота, ясность предопределили то, что фильм получился убедительным с художественной точки зрения, и принесла ему международное признание.